# 해태htb
해태htb는 대한민국의 식음료업체로 1973년 2월 과실 가공업체로 설립되었다. 2000년 6월 해태그룹의 경영난으로 그룹에서 분리되어 1999년 11월 설립된 평촌개발이 인수하였으며 이 기업에 앞서 CJ가 인수할 계획이었으나  이런저런 사정 때문에 무산됐고 이 같은 인연을 계기로 CJ는 해태 타이거즈 야구단 인수 물망에 거론됐지만  호남기업이 아니라는 이유로 좌절됐다. 2011년 1월 10일에 LG생활건강에 인수되어 현재 이 회사의 음료 판매권은 LG생활건강이 가지고 있다. 다만 LG생활건강이 코카-콜라 음료를 같이 소유하여 코카콜라를 대한민국에 판매권을 두고 있기 때문에 해태음료 제품이 코카콜라 컴퍼니에 넘어가면서 썬키스트와 일부 제품을 제외한 나머지 상품명에 The Coca-Cola Company가 써져 있다.

## 연혁
- 1973년 - 해태식품공업으로 설립.
- 1975년 - 100% 천연과즙 음료인 오렌지 주스 첫 선
- 1976년 - 과립탄산음료 ‘써니텐’ 첫 선
- 1976년 - 100% 오렌지 주스의 대명사 ’훼미리 쥬스’ 첫 선
- 1982년 4월 10일 - 미국 썬키스트와 ‘Sunkist’ 상표 사용 및 기술 지원 계약
- 1984년 - 고급 쥬스 음료 ‘Sunkist 훼미리 쥬스’ 출시 / Sunkist 오렌지 제품 출시
- 1987년 5월 - 대한민국 최초로 과실 음료에 대한 한국산업규격(KS) 표시허가 획득
- 1996년 - 먹는샘물 제품 생산 개시, 무역의 날 1천만불탑 수상, ISO 9001 (품질인증) ISO 14001 (환경인증) 동시 획득
- 1999년 - 평촌개발 주식회사 설립
- 2000년 - 평촌개발 주식회사, 구·해태음료 음료 사업 인수, 현 해태음료 출범, 해태그룹에서 분리, 독립회사로 출범
- 2004년 - 일본 아사히 맥주, 해태음료 인수
- 2006년 - CCMS(소비자불만 자율관리 시스템) 도입
- 2007년 - 음료업계 최초 CCMS(소비자불만 자율관리 시스템) 인증
- 2008년 5월 - 한국네슬레(현 롯데네슬레코리아)와 커피 사업 제휴
- 2009년 - 안성공장, CH음료(롯데칠성음료 자회사)에 500억 여 원으로 매각됨
- 2010년 8월 - 일본 아사히 맥주, 해태음료 지분 매각
- 2011년 1월 10일 LG생활건강, 해태음료 인수
- 2013년 10월 16일 - 영진약품 익산공장(드링크판매부문)을 인수.
- 2016년 5월 - 상호명을 해태음료에서 해태htb로 변경.
- 2019년 8월 - 그 동안 단종제품을 한 스포츠음료 네버스탑 재출시
- 2019년 10월 - 그 동안 단종제품을 한 보리음료 보리텐 재출시
- 2020년 3월 - 전재호 대표이사 취임.
- 2023년 10월 - 미국 썬키스트와 ‘Sunkist’ 상표 사용 및 기술 지원 계약 종료

## 음료 사업
현재 판매 중인 제품
(c:코카-콜라사가 보유)

### 과채 주스/음료
- 과일촌 (c)
- 갈아만든 배(c)
- 포도봉봉
- 코코팜(c)

### 탄산음료
- 써니텐 - 해태htb의 대표제품의 탄산 음료(c)
  - 써니텐
- 갈배사이다(c)
- 킨사이다 (2012년부터 생산)(c)

### 커피음료
- 골든드랍 나는 오리지널
- 골든드랍 나는 카푸치노

### 차 음료
- 몸에좋은 헛개 칡차
- 몸에좋은 결명자 서리태차
- 몸에좋은 옥수수수염차
- 몸에좋은 우연 보이차

### 보리 음료
- 보리텐

### 샘물
강원 평창수는 해태에이치티비 평창공장(도로명주소: 평창군 봉평면 진조길 227-35)의 중생대 쥐라기 대보 화강암(각섬석흑운모화강섬록암)에서 채취한 지하수로 생산한 생수로 2011년 7월 코카콜라가 해태음료의 생수 브랜드 '해태 강원 평창수' 상표권을 확보하여 해태음료가 보유하고 있던 평창수의 상표권이 더 코카콜라 컴퍼니로 이전하였다.(c)

### 스포츠 음료
- 파워에이드 (c)

### 비타 음료
- 비타씨 골드

### 건강/전통 음료
- 큰집 식혜
- 쌍화 플러스 골드
- 홍삼진액
- 천자홍
- 궁비 산삼 배양근
- 궁비 6년근 홍삼
- 몸에 좋은 시리즈
- 몸에좋은 건강선물세트
- 고소한 아침 두유
- 이태백의 숙취비책

### 어린이 음료
- 깜찍이
- 헬로 팬돌이
- 폴짝폴짝콩콩콩 복숭아, 청포도
- 얼려먹는 딸기/망고/멜론

### 영진약품에서 판매를 옮긴 드링크류
- 구론산바몬드 150ml
- 구론산바몬드S

### 판매 중단
- 노오란 옥수수의 부드런 파티
- 못생긴 호박의 달콤한 반란
- 아미노업
- 과일촌 CA
- 과일촌 DHA
- 아미노업 겟워크
- 코크쉐이커
- 콤비옐로콜라
- 해태사이다
- 쿨사이다
- 벌꿀소다
- 크리미
- 썬키스트 모닝벨
- 스위트홈 망고
- 콤비콜라[5]
- 콤비사이다
- 네오소다
- 와일드스피드
- 천하일미
- 쿠바나
- 쥬디
- 조이젤
- 후레쉬100(오랜지,농금,포도,파인에플)
- 썬키스트 오랜지 드링크
- 파이팅
- 써니텐 펀치
- 이오니카
- 매실맛사이다
- 매실방
- 헬스펀치
- 팝오렌지쥬스
- 썬키스트 리후레쉬100 쥬스
- 전원멜론
- 썬키스트 레몬맛워터
- 쎄시봉
- 알로에터치
- 기쎈비타C
- 샤셰
- 무설탕 강식혜
- 몸에 좋은 큰집대추
- 갈아만든 사과
- 몸에 좋은 제주당근주스
- 내고을 강호박
- 알로에엔젤
- 깜직이소다
- 팬돌이짱
- 썬키스트 컨츄리쥬스
- 썬키스트 프리미엄 컨츄리쥬스
- 빼어날수
- 축배사이다
- 조아
- 다원 녹차
- 쉼표하나
- 발렌타인
- 세븐업[6]
- 투데이스
- T녹차
- 마시는 산소수
- 네스프라페
- 메가비타
- 썬키스트 훼미리 과일 발효초
- 야채과일 100
- 써니텐 스파클링 (자몽에이드, 레몬에이드, 체리에이드)
- 골든드랍 에스프레소 밀크티
- 야채가득
- 차온
- 차온 까만 콩차
- 비타썬
- 썬키스트 소다
- 썬키스트 후레쉬소다
- 네버스탑 엑싱
- 엑셀에이드
- 영진 인삼 진액
- 주주클럽
- 썬키스트 (현재 광동제약에서 판매중)

## 일반의약품
현재 판매 중인 제품
약국에서만 판매되는 일반의약품이다.
- 씨앤피 엑스퍼트크림(히드로퀴논) - 기미·주근깨 치료제
- 정연탁효 알엑스 십초고 페이스트- 잇몸병 치료제

## 같이 보기
- LG생활건강
- 해태그룹
- 코카콜라음료
- 한국코카콜라
- 코카콜라 컴퍼니